# Об'єднаний вілаят Кабарди, Балкарії і Карачаю
Об'єднаний вілаят Кабарди, Балкарії і Карачаю (ОВКБК, рос. Объединенный вилайят Кабарды, Балкарии и Карачая), Вілаят КБК, раніше відома як Група (Джамаат) «Ярмук», Кабардино-Балкарський джамаат, Дмамаат КБР та ін.  — войовнича ісламістська джихадистська група, що діяла в Кабардино-Балкарії, Карачаєво-Черкесії на Північному Кавказі, активна у 2007—2015 роках як частина Імарату Кавказ.
Більшість перших членів групи були вихідці з балкарців, невеликої етнічної меншини в республіці. Однак їхній багаторічний лідер у 2005—2010 роках Анзор Астеміров (Емір Сайфулла) був кабардинцем. Члени походять з інших етнічних груп, включно з карачаївцями та етнічними росіянами. Групу назвали на честь битви при Ярмуці, яка відбулась у VII столітті.

## Історія

### ІЦКБ і група «Ярмук»
Група почала свою діяльність як поміркована ненасильницька організація під назвою Ісламський центр Кабардино-Балкарії (ІЦКБ) у 1993 році, керувати яким у 1994 році Духовне управління мусульман (ДУМ) КБР, що представляє офіційне мусульманське духовенство, призначило Мусу Мушкірова — імам-хатиба мечеті в мікрорайоні Нальчика Вільний аул з 1997 року, що швидко став популярним серед парафіян і за короткий час побудував централізовану групу мусульман. Група перейменована в Кабардино-Балкарський джамаат, коли їй не дозволили перереєструватися під початковою назвою в 1997 році. Орієнтація групи поступово змінилася через переслідування з боку Валерія Кокова, багаторічного правителя Кабардино-Балкарської Республіки, який називав ваххабітами всіх альтернатив місцевому відділенню Духовного управління мусульман Росії, що керує єдиною офіційною мечеттю в республіці, і безладно та жорстоко переслідував їх.
Група «Ярмук» заснована як підрозділ із близько 30 балкарців і кабардинців на чолі з Муслімом Атаєвим (еміром Сайфуллою), який проходив навчання в таборі чеченського полководця Руслана Гелаєва в Панкіській ущелині, Грузія. У 2002 році група допомагала військам Гелаєва в рейді на село Галашки в Інгушетії. Після повернення в Кабардино-Балкарію Атаєв і його люди почали вербувати відчужену й радикально налаштовану молодь. Посилення тиску від безперервних репресій змусило лідера групи Муссу Мукожоєва (Муса Мукожева) перейти до підпілля. Багато місцевих молодих ісламістів приєдналися до Ісламської миротворчої бригади, яка вторглася в республіку Дагестан з Чечні в 1999 році або воювали на боці чеченських бійців у Другій російсько-чеченській війні.
Чеченський командир Шаміль Басаєв підтримував тісні зв'язки з місцевими салафітами, проживаючи в Баксані понад місяць у 2003 році, перш ніж ледве уникнути поліцейського рейду. Інгуська потенційна терористка-смертниця Зарема Мужахоєва жила в столиці республіки Нальчику перед тим, як вирушити з невдалою місією смертниці до Москви. Ймовірного організатора вибуху в московському метро в серпні 2004 року мешканець Нальчика підтримав.

### Рання бойова діяльність
У серпні 2004 року «Ярмук» оголосив про початок бойових дій у республіці. Їхній онлайн-маніфест відкидав тероризм, посилаючись на нібито відповідальність уряду за вибухи російських квартир у 1999 році («Ми не воюємо проти жінок і дітей, як це роблять російські загарбники в Ічкерії. Ми не підриваємо сплячих людей, як це робить ФСБ РФ»). У маніфесті відзначалася корумпованість «мафіозних кланів», які керували республікою («Ці прості вибачення правителів, які продалися загарбникам, сприяли процвітанню наркоманії, проституції, бідності, злочинності, розпусти, пияцтва та безробіття»). 
Того ж місяця «Ярмук» здійснив свою першу атаку в Кабардино-Балкарії, влаштувавши засідку на поліцейських у Чегемському районі. Переломним моментом став грудень 2004 року, коли ярмуківці провели рейд в офісі федерального контролю за наркотиками в Нальчику, під час якого вилучили велику кількість зброї та боєприпасів. Лідер-засновник «Ярмук» Муслім Атаєв був убитий під час штурму міліцією квартири в Нальчику в січні 2005 року. Організація діяла й далі, влаштовуючи напади під керівництвом його наступника Рустама Беканова. Через три місяці його вбили, а на його місце прийшов Анзор Астеміров, колишній заступник директора Ісламського центру. Базою бойових дій групи були Нальчик і Балкарський анклав навколо гори Ельбрус.

### Рейд на Нальчик і наслідки
«Ярмук» був основною силою, яка брала участь у невдалому рейді приблизно 100—200 переважно ненавчених бійців на Нальчик у 2005 році, під час якого вбито понад 140 осіб, серед них 95 ймовірних повстанців. Після нападу затримано десятки підозрюваних, щонайменше 52 постали перед судом. Джамаат, очевидно, втратив більшість своїх членів, серед них заступника лідера Ільяса Горчханова. Тих, хто вижив, звільнили, і наприкінці 2007 року ввели до складу Об'єднаного вілаяту Кабаради, Балкарії і Карачаю, який діятиме не лише в Кабардино-Балкарії, але й у сусідній республіці Карачаєво-Черкесія після знищення його рідного Карачаївського джамаату. Кількість нападів, приписуваних Вілаяту КБК, на той час була відносно невеликою, здебільшого цілеспрямованими вбивствами. Винятком став розстріл групи з дев'яти російських мисливців у листопаді 2007 року. Повстанці й далі систематично вербували нових бійців і збирали зброю.

### Вілаят КБК
Після вбивства лідера угруповання Анзора Астемірова в березні 2010 року керівництво перейшло до більш агресивних молодих командирів, таких як Баксанський район Аскер Джаппуєв і командир південно-західного сектора Ратмір Шамеєв, які перегрупували Вілаят КБК і змінили його тактику. Далі група вчинила два резонансних вибухи: вибух на іподромі в Нальчику, внаслідок якого поранено двох міністрів під час першотравневих свят, і диверсійний рейд на Баксанську гідроелектростанцію, що завдало значних економічних збитків у липні. Група також брала участь у багатьох майже щоденних нападах на співробітників сил безпеки. Згідно із заявою російського міністра внутрішніх справ Рашида Нургалієва в листопаді 2010 року, «найвищий рівень терористичної загрози на Північному Кавказі знаходиться в республіках Дагестан і Кабардино-Балкарія», оскільки в КБР в 2010 році було в шість разів більше обстрілів і майже в п'ять разів більше вибухів, ніж за аналогічний період 2009 року. Бійці Вілаяту КБК почали одночасно діяти як поліція моральності в стилі Талібану, націлюючись на ймовірні «лігва пороку». У період з березня по травень 2011 року російські служби безпеки вбили майже все керівництво вілаяту, включно з аміром Аскером Джаппуєвим, аміром Закарією з південно-західного сектора та аміром Абдулом Джаббаром з північно-східного сектора.

### Занепад організації
Загибель такої кількості командирів призвела до зменшення кількості атак повстанців у Кабардино-Балкарії, переважно у формі нападів на місцевих міліціонерів та поліцейські відділки. У вересні 2011 року новим лідером повстанців став Алім Занкішієв (він же Емір Убайдалла), якого вбили російські силовики в березні 2012 року. Операція в Нальчику у вересні 2012 року знову призвела до вбивства кількох старших командирів (Еміра Хамзи з Північно-Західного сектора та чинного лідера групи, Еміра Абдал-Маліка з Північно-Східного сектора та Шаміля Ульбашева, Еміра Центрального сектора) під час однієї операції. Руслан Барирбеков (також використовував військове прізвисько Амір Хамза) ненадовго став лідером, перш ніж був убитий у вересні 2012 року, коли Хасанбі Факов став еміром. Факов був убитий силовиками в серпні 2013 року в Нальчику, як і його наступник Тенгіз Гукетлов у березні 2014 року.
Вілаят KBK зазнав розколу в серпні 2015 року, коли Роберт Занкішієв приєднався до командування Імарату Кавказ в інших північнокавказьких республіках у присязі на вірність лідеру Ісламської Держави Іраку та Леванту (ІДІЛ) Абу Бакру аль-Багдаді, тоді як Залім Шебзухов очолив тих, хто зберіг вірність Імарату Кавказ. Обох командирів убили російські силовики під час операцій у листопаді 2015 року та серпні 2016 року відповідно.